# Omdurman

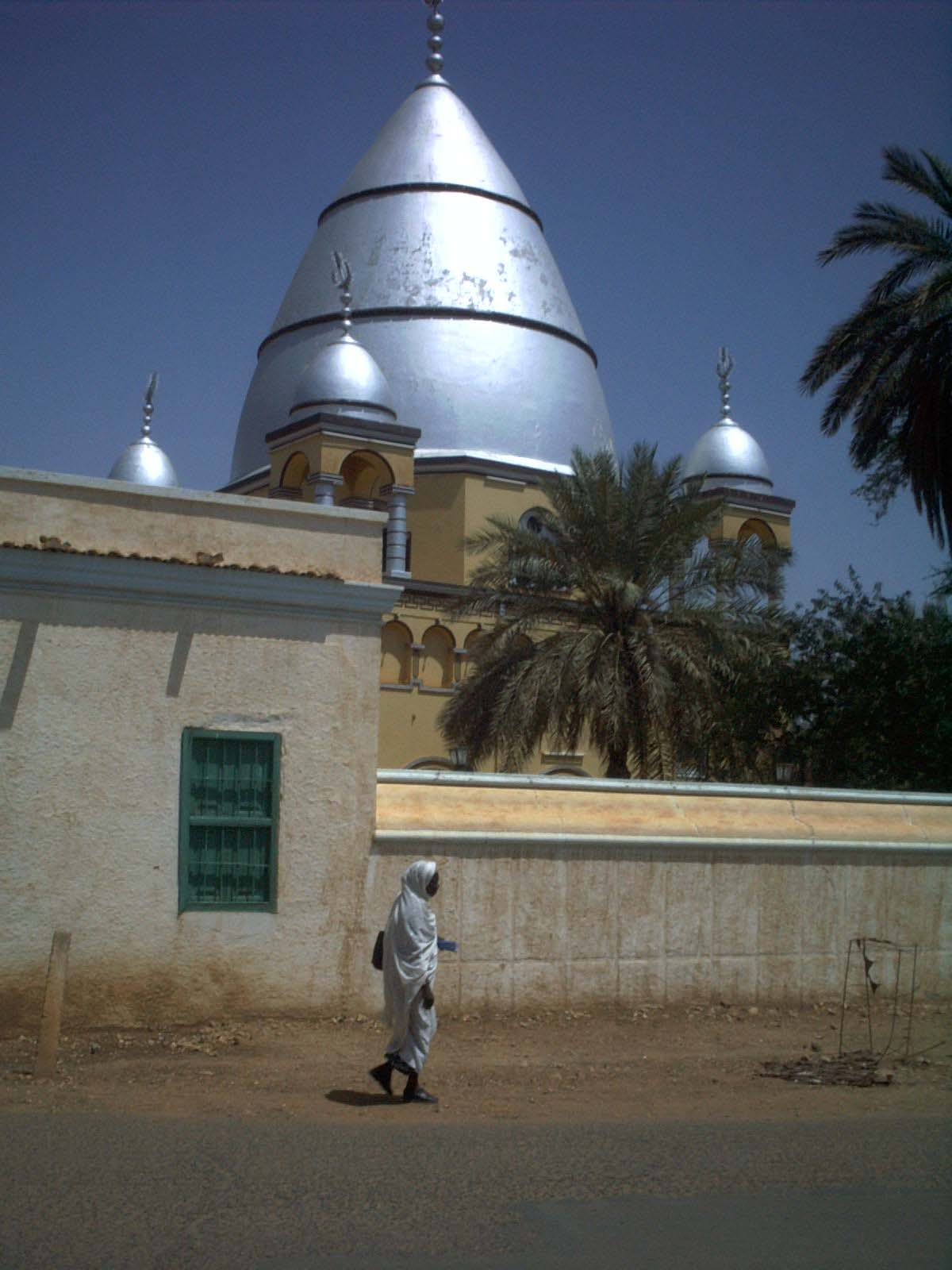
Grób Mahdiego w Omdurmanie

Omdurman (arab. ‏Umm Durmān‎ أم درمان) – największe miasto w Sudanie (ponad 1,2 mln mieszkańców w 1993, 2,8 mln 1 stycznia 2005). Położone na lewym brzegu Nilu Białego, naprzeciw stolicy państwa, Chartumu. Połączone z Chartumem i Chartumem Północnym mostami, stanowi wraz z nimi przemysłowe, handlowe i kulturalne centrum państwa.
W 1884 Muhammad Ahmad ibn as-Sayyid Abd Allah, zwany Mahdim, w czasie walk powstania przeciw Brytyjczykom uczynił wieś Omdurman główną kwaterą swych wojsk. Po zdobyciu Chartumu w 1885 Omdurman został stolicą kraju.
Mahdi zmarł w 1885 i został pochowany w Omdurmanie. Ten fakt jest wspomniany w książce Henryka Sienkiewicza „W pustyni i w puszczy”.
2 września 1898 miała miejsce bitwa pod Omdurmanem, w której Lord Kitchener rozbił siły mahdystów, co doprowadziło do upadku powstania. W bitwie tej większa część miasta została zniszczona, jednak grób Mahdiego został odrestaurowany i istnieje do dziś.